# Darklight Conflict
Darklight Conflict est un jeu vidéo de combat spatial développé par Rage Software et édité par Electronic Arts, sorti en 1997 sur DOS, Windows, Saturn et PlayStation.

## Accueil
- IGN : 7/10 (PS)[1]